# Pedro II de Rusia
Pedro II de Rusia (en ruso: Пётр II Алексéевич; San Petersburgo, 23 de octubre de 1715-Moscú, 29 de enero de 1730) fue emperador de Rusia entre 1727 y 1730.
Era hijo de Carlota Cristina de Braunschweig-Wolfenbüttel y del zarévich Aleksey Romanov, primogénito de Pedro el Grande. Ascendió al trono en 1727, al fallecer la emperatriz Catalina I. Murió en Moscú en 1730, en vísperas de contraer matrimonio con la princesa Catalina Dolgorúkova. Su tutor fue el gran matemático prusiano Christian Goldbach.

## Primeros años

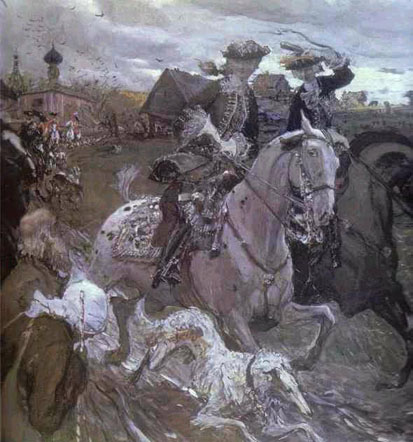
Pedro y su tía, la zarevna Elizaveta Petrovna, futura Isabel I de Rusia, cazando (1900). Óleo de Valentín Serov

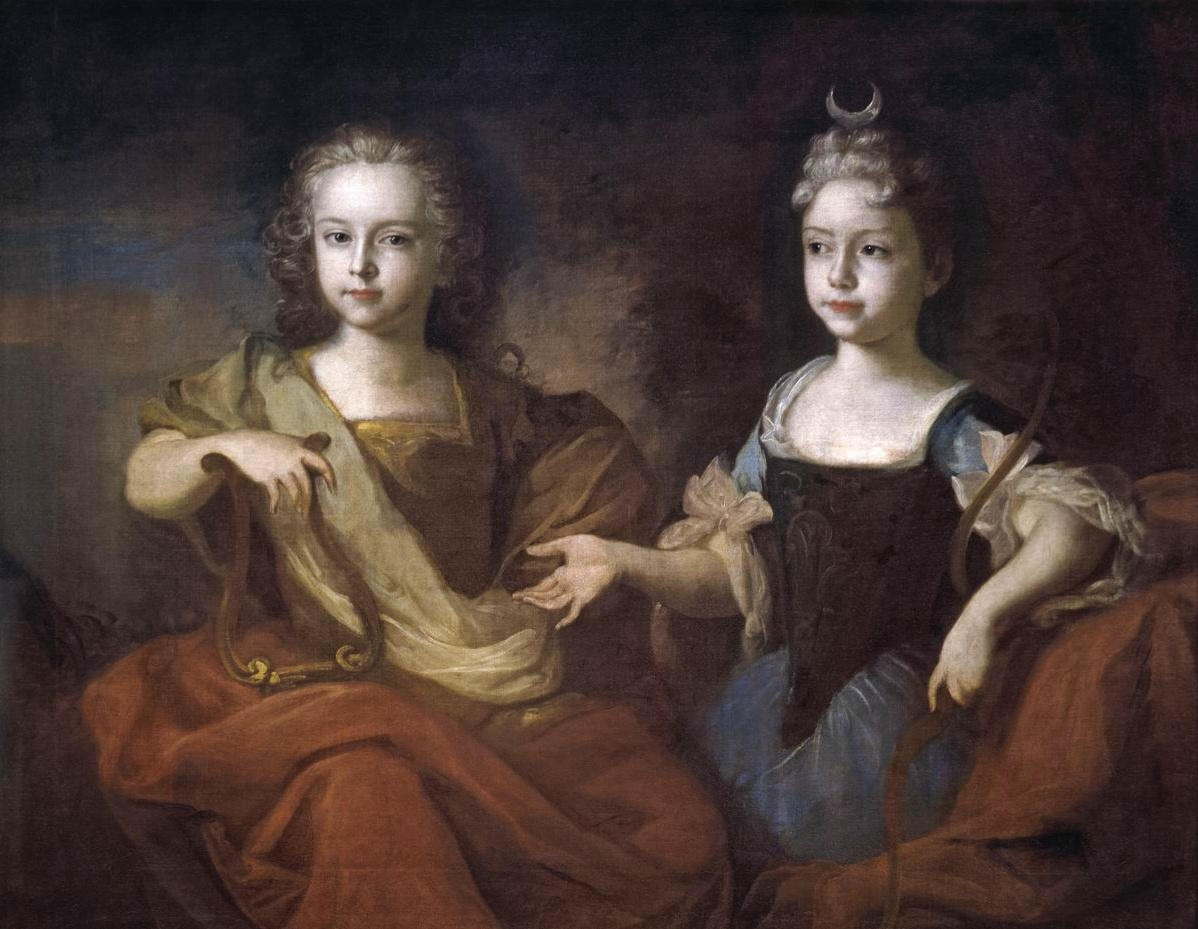
Pedro (izquierda) y su hermana, Natalia (derecha), c. 1722, por Louis Caravaque.

Pedro II, era el único hijo varón del zarévich Alexis Petróvich (primogénito de Pedro el Grande y de su primera mujer Eudoxia Lopujiná). Nació en San Petersburgo el 23 de octubre de 1715, y al quedar huérfano fue puesto en reclusión junto a su única hermana, Natalia. Su abuelo, Pedro el Grande, lo había ignorado desde su nacimiento.
Su hermana Natalia, a la que estuvo muy unido, le proporcionó un gran afecto y actuó como una especie de "madre" sustituta para Pedro.

## Zar de Rusia
Durante el reinado de Catalina I sigue siendo ignorado, pero pocos años antes de la muerte de la zarina empieza a quedar claro que el único heredero directo de Pedro el Grande no puede seguir en prisión por mucho tiempo. La gran mayoría de la nación y tres cuartas partes de la nobleza estaban de parte del joven Pedro, mientras su tío el emperador Carlos VI presiona por su liberación a través de embajador imperial de San Petersburgo. El problema viene resuelto por la intermediación de Aleksandr Danílovich Ménshikov y el Conde Andréi Osterman; el 18 de mayo de 1727, Pedro II de 12 años, según la última voluntad de Catalina I, es proclamado zar de todas las Rusias.
El Senado, el Consejo Privado y la Guardia, establecieron una alianza. La educación del joven Zar fue confiada al vicecanciller Ostermann. Ménshikov cuidaba personalmente a Pedro en su palacio de la isla Vasílievski y tenía intenciones de desposarlo con una de sus hijas: María. Durante sus años controlado por Ménshikov, Pedro II se dedicó a una vida de lujos y pasatiempos, distraído de los asuntos de Estado. Junto a él se hallaban sus dos tías, la grandes princesas Ana e Isabel Petrovna, hijas de Pedro el Grande. Pronto comenzaron conspiraciones en los círculos próximos al zar para conseguir eliminar a Ménshikov, que estaba llevando a cabo una auténtica concentración de poder a la sombra del trono. Finalmente consiguieron su objetivo y los planes de Ménshikov fueron desbaratados al caer en desgracia el año 1727.

## Últimos años y muerte
Entonces Pedro fue confiado al cuidado escrupuloso del príncipe Vasili Dolgorúkov, que lo llevó desde San Petersburgo a Moscú. La coronación del muchacho, fue de hecho en esta ciudad, el 25 de febrero de 1728. La familia Dolgorúkov consiguió controlar al zar mediante el joven Iván Dolgorúkov, un apuesto muchacho que consiguió enamorar a Pedro II iniciando una supuesta relación homosexual. El Duque de Liria, Jacobo Francisco Fitz-James Stuart, en sus Memorias, indica sobre Iván Dolgorúkov que "El zar no podía estar un instante sin él, y quería que durmiese siempre en su mismo cuarto; y si acaso estaba malo Dolhorouski, pasaba el zar a dormir al suyo". En esos placeres desenfrenados y fiestas palaciegas se unió al zar y su amante, la tía del emperador, Isabel Petrovna. Con tan solo 14 años, Pedro II solía excederse en el consumo de vodka, organizando reuniones privadas en sus aposentos palaciegos, en auténticos desenfrenos que minaban su salud. Cuando los Dolgorúkov vieron su posición asegurada con el papel de amante que llevaba a cabo el joven Iván, dieron un paso más y prepararon un matrimonio del zar con una miembro de la familia, nada menos que convertir a una Dolgorúkov en zarina de Rusia. 
Así, Pedro II fue comprometido con la hija de su tutor, la princesa Catalina Dolgorúkova y el matrimonio fue fijado para el 30 de enero de 1730. A pesar de ello, el día anterior al enlace, el joven zar murió de viruela. Incluso sobre el lecho de muerte del muchacho se hicieron muchos esfuerzos para que la joven novia quedara embarazada, pero sin éxito. 
Según dice la leyenda, Pedro en su lecho de muerte, delirante, ordenó traer un trineo para ir con su hermana Natalia, fallecida dos años antes a su misma edad.
Pedro fue sepultado en Catedral del Arcángel Miguel en el Kremlin de Moscú, siendo el único emperador que reposa en ésta, ya que  Pedro el Grande yace en la Catedral de San Pedro y San Pablo de San Petersburgo.
Con la muerte de Pedro, la línea de herencia masculina de los Románov se extingue. Por lo que la sucesora es Anna Ioánnovna, hija del medio hermano de Pedro el Grande, el zar Iván V.

## Ascendencia
| Pedro II de Rusia | Padre: Alexis Petróvich Románov                      | Abuelo paterno: Pedro I de Rusia                      | Bisabuelo paterno: Alejo I de Rusia                             |
| Pedro II de Rusia | Padre: Alexis Petróvich Románov                      | Abuelo paterno: Pedro I de Rusia                      | Bisabuela paterna: Natalia Narýshkina                           |
| Pedro II de Rusia | Padre: Alexis Petróvich Románov                      | Abuela paterna: Eudoxia Lopujiná                      | Bisabuelo paterno: Fiódor Abrámovich Lopujín                    |
| Pedro II de Rusia | Padre: Alexis Petróvich Románov                      | Abuela paterna: Eudoxia Lopujiná                      | Bisabuela paterna: Ustinia Bogdánovna Rtíscheva                 |
| Pedro II de Rusia | Madre: Carlota Cristina de Braunschweig-Wolfenbüttel | Abuelo materno: Luis Rodolfo de Brunswick-Lüneburgo   | Bisabuelo materno: Antonio Ulrico de Brunswick-Lüneburgo        |
| Pedro II de Rusia | Madre: Carlota Cristina de Braunschweig-Wolfenbüttel | Abuelo materno: Luis Rodolfo de Brunswick-Lüneburgo   | Bisabuela materna: Isabel Juliana de Schleswig-Holstein-Norburg |
| Pedro II de Rusia | Madre: Carlota Cristina de Braunschweig-Wolfenbüttel | Abuela materna: Cristina Luisa de Oettingen-Oettingen | Bisabuelo materno: Alberto Ernesto I de Ottingen-Ottingen       |
| Pedro II de Rusia | Madre: Carlota Cristina de Braunschweig-Wolfenbüttel | Abuela materna: Cristina Luisa de Oettingen-Oettingen | Bisabuela materna: Cristina Federica de Württemberg             |